# Sterbinszky Károly

Sterbinszky

 Sterbinszky Károly  (DJ Sterbinszky) (Budapest, 1972. november 10. –) magyar lemezlovas, zeneszerző és zenei producer.

## Pályafutása
- 1988: Miután egy kis tapasztalatot szerzett az édesapja Pioneer lemezlejátszóin, Sterby megkapta élete nagy lehetőségét és a budapesti moment diszkó rezidense lett, ahol funky, soul, rap és break műfajban dolgozott.
- 1989: A Moment diszkó megszűnése után a Bingo-momentben folytatta a dj-skedést, ahol mindig telt házas estéket rendezett.
- 1991-1992: Sterbinszky leváltotta a Bingo-moment-et az Es-O-Es-re, mely későbbi nevével, a Club Bedrock-kal vált híressé. Ugyanekkor a funky stílust leváltotta technora. Ebben az időben fedezték fel Sterbyt a magyar MAYDAY szervezői, így ő lett a végleges rave-sorozat állandó Dj-je.
- 1993-1996: A magyarországi DMC-bajnokságot megtartják, amely egy technikai verseny dj-k között. A nyertes, Dj Sterbinszky részt vehet Londonban a DMC-világbajnokságon.Ugyanebben az évben a Sky Light House Arena kifejleszt egy hihetetlen Bedrock-party-sorozatot,  ahol a kor legismertebb nemzetközi Dj-jei, mint például Da Hool állandó fellépői voltak. Sterby munkája folytatódott a Sky Light House Crown és a Hype Holiday House Party szervezésével, mint előléptető. Ettől kezdve, nemcsak Dj-ként hanem előléptetőként is híressé vált.
- 1997: A legendás E-Play éra kezdete(ma: Bank Dance Hall), és híres külföldiekkel lép fel (Sven Uk, Marco Zaffarano, Sylvie Marks, Supa Dj. Dmitri, Stefano Libelle);Sterby elindult egy országos E-Play club-turnéra, aminek mind a 10 állomásán teltház volt.
- 1998: március 18-án megjelent "E-Play Generation" néven az a válogatásalbum, aminek egyfelől producere, másfelől ötletadója, sőt az egyik előadója is volt. Az album anyagához 11 magyar lemezlovast kért fel saját felvételeik elkészítésére. A már egyszer bevált ötlete, és az album alapján szervezte meg a megjelenést követő E-Play Generation lemezbemutató turnét, ami 30 szórakozó helyen volt hallható.
- 1998. november 13-án egy egészen új fejezet kezdődött Sterbinszky életében. Megjelent az első mixlemeze, a "Hits From Club E-Play".Ezzel az albumával megalapozta a hírnevét és óriásit lépett a hazai DJ. -k szakmai előrehaladása érdekében. A média szerint ezzel a lemezzel született meg az első "sztár DJ." Magyarországon.
- 1999: a siófoki Flört diszkóban rendezett Playmate bulik rezidense; a FREEE magazin Év DJ-je díjának elnyerése
- 2000. november 10.: Sterbinszky első saját lemeze, a Discography
- 2000: Pesti Est „Ki az év DJ-je?” első helyezés
- 2001: Discography turné az ország tíz legnagyobb diszkójában
- 2001: jelölés a MAHASZ Arany Zsiráf díjára „Az év hazai dance albuma” kategóriában; az első külföldi megjelenések
- 2001. május 26.: a Discography klipjét bemutatják az MTV Europe Party Zone című musorában; Sterbinszky többször is fellép a New York-i magyarok rendezvényein
- 2001: CHECK Magazin „Ki az év DJ-je” első díj
- 2002: MAHASZ 2002-es Arany Zsiráf díjkiosztó gála, „Az év hazai dance albuma” (Gates of Mind)
- 2004: Hatalmas megtiszteltetés éri, Carl Cox személyesen hívja meg ibizai klubjába, a Space clubba. Természetesen elfogadja a meghívást, és fellép a világ egyik legismertebb diszkójában.
- 2006 június 1.: a VIVA COMET díjátadó gálán a DJ kategória győztese

## Albumok
- Discography (2000)
- Gates of Mind (2001)
- Sequence 11 aka Sterbinszky – In Sequence Sunset (2006)

## Mixlemezek
- Hits from Club E-Play (1998)
- Egy nyár a flörtben... (1999)
- The house sound of DANCE TUNING DISCO (1999)
- The trance sound of DANCE TUNING DISCO (1999)
- Megint egy nyár a flörtben 1. (2000)
- Megint egy nyár a flörtben 2. (2000)
- hypeROXYd trance (2001)
- hypeROXYd house (2001)
- AXEtázis a Palaceban VOL 01 (2002)
- AXEtázis a Palaceban VOL 02 (2002)
- AXEtázis a Palaceban 3. (2003)
- AXEtázis a Palaceban 4. (2004)
- MARTINI Revival (2005)